# Квітковий годинник
Квітковий годинник — декоративна композиція на основі механічного годинника з циферблатом, створеними із квітучих або декоративно-листяних рослин, зазвичай розташовують у парках або інших зонах громадського відпочинку.
Вперше квітковий годинник був посаджений у Великій Британії навесні 1903 року у Единбурзі.
Найбільший у Європі механічний квітковий годинник знаходиться в Україні у Кривому Розі. Він був запущений 22 серпня 2011 р. підприємством «Метінвест». Діаметр циферблата — 22 метра, довжина хвилинної стрілки до 12 метрів. Тут висаджені 22 000 квітів 6-ти видів. Хід стрілки забезпечує годинниковий механізм, розташований під спорудою. Удень кожна година супроводжується мелодійним дзвоном, а вночі годинник підсвічуються.

## Механічні квіткові годинники

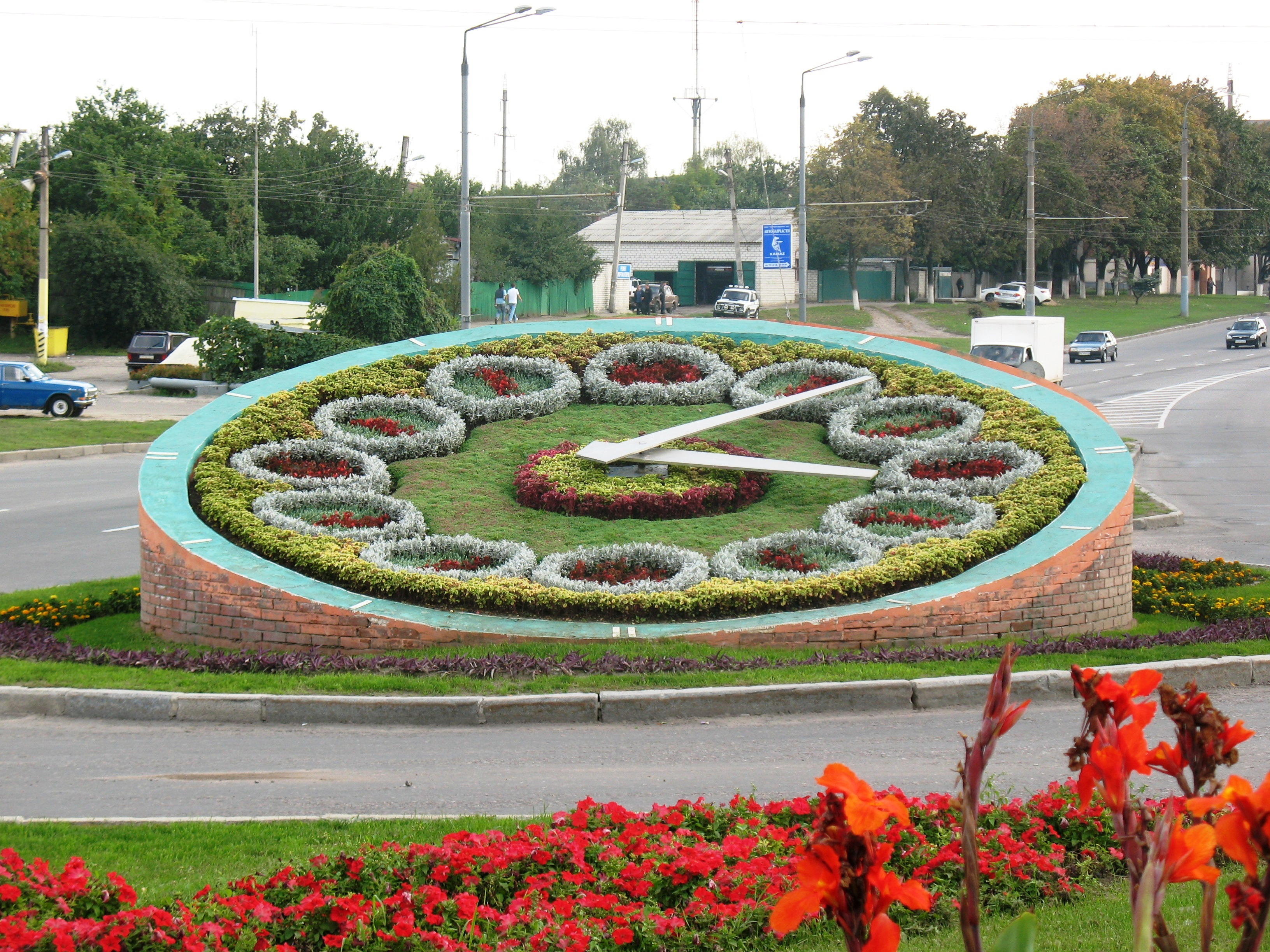
Квітковий годинник у Харкові
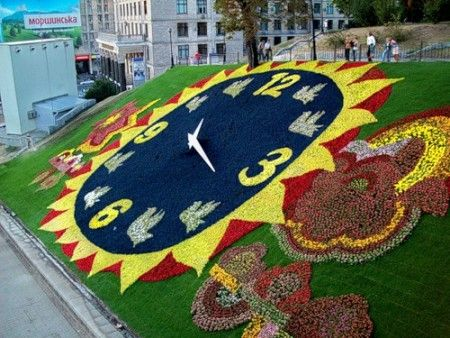
Квітковий годинник у Києві
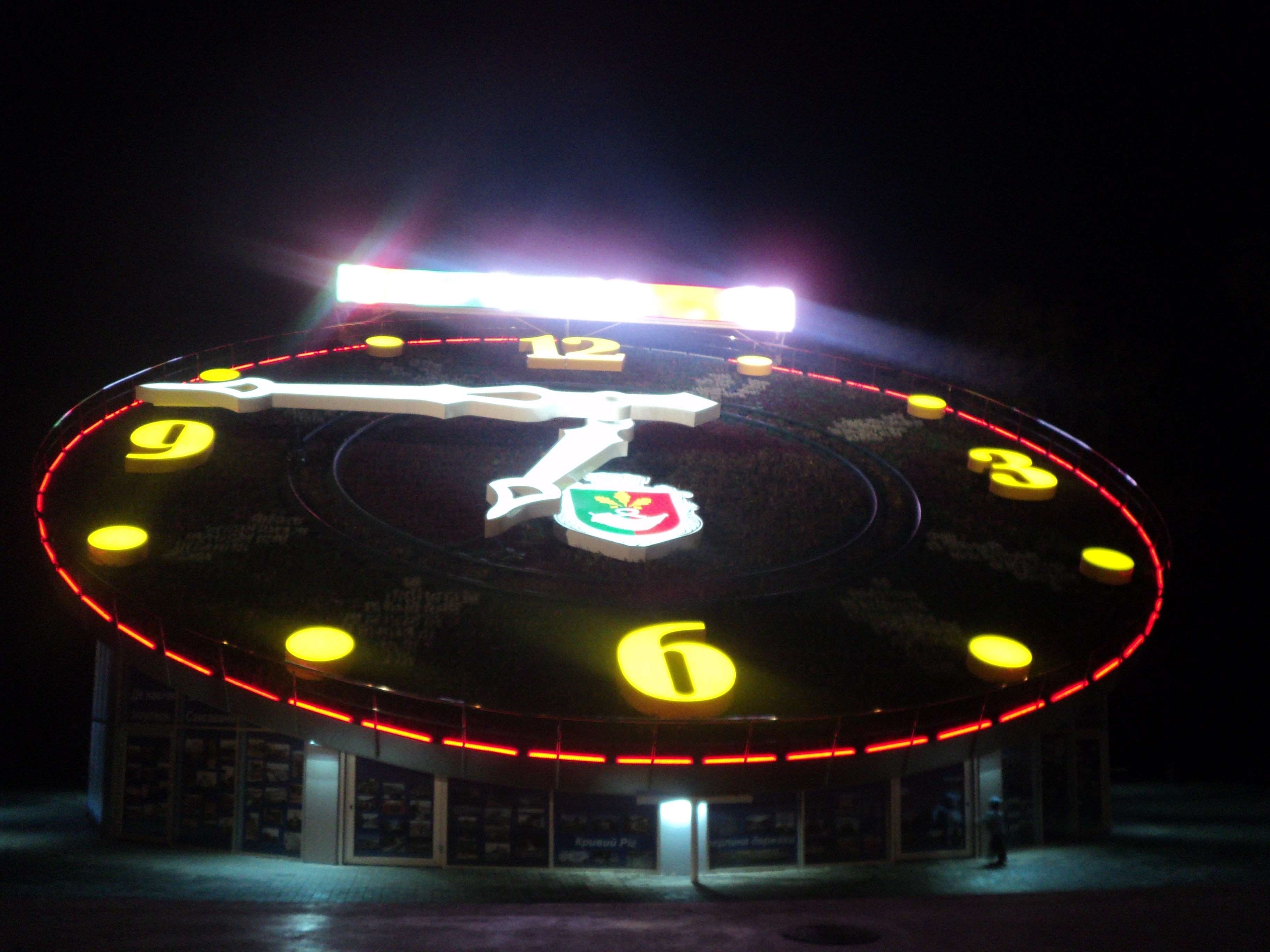
Найбільший у Європі квітковий годинник у Кривому Розі
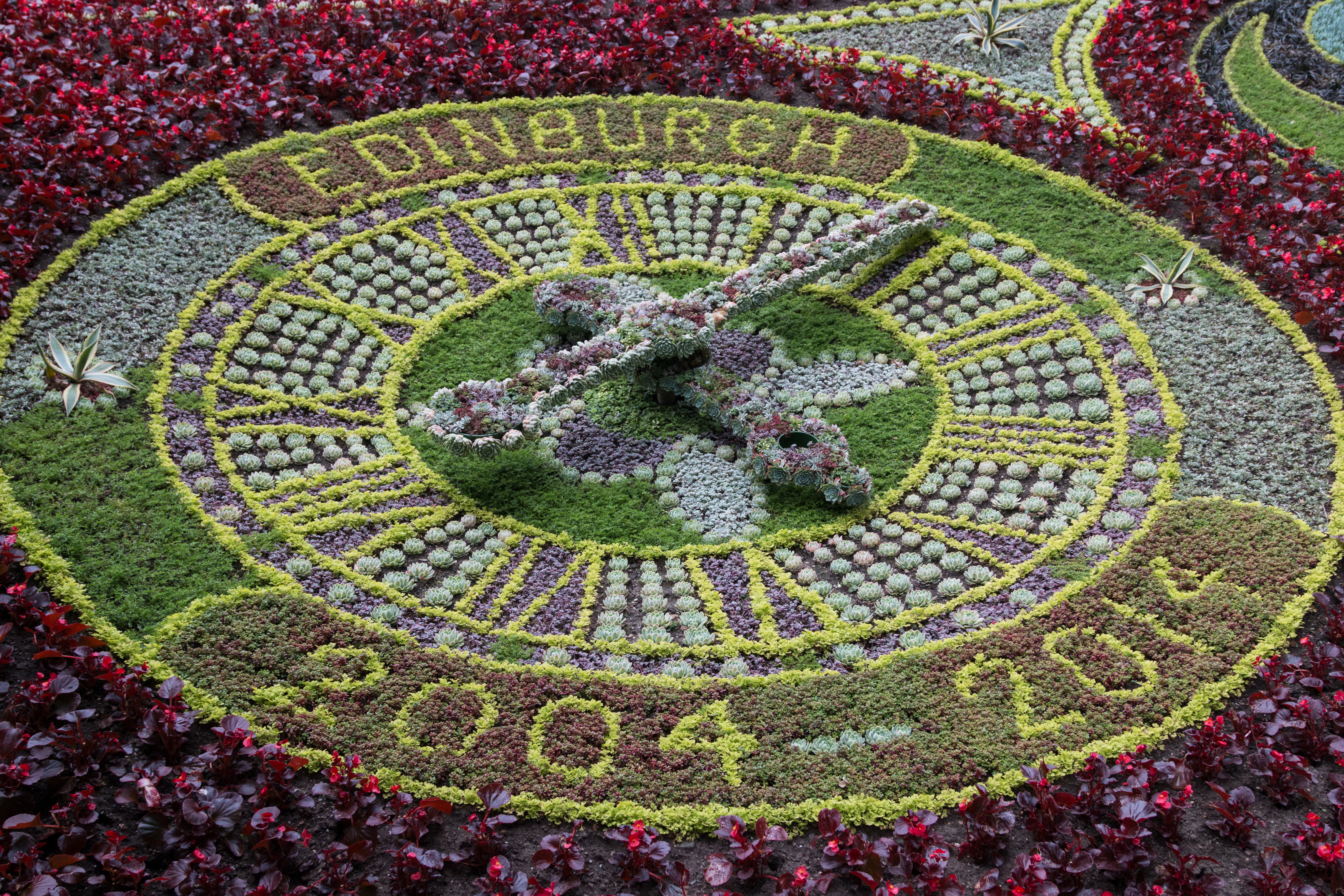
Квітковий годинник у Единбурзі, Литві
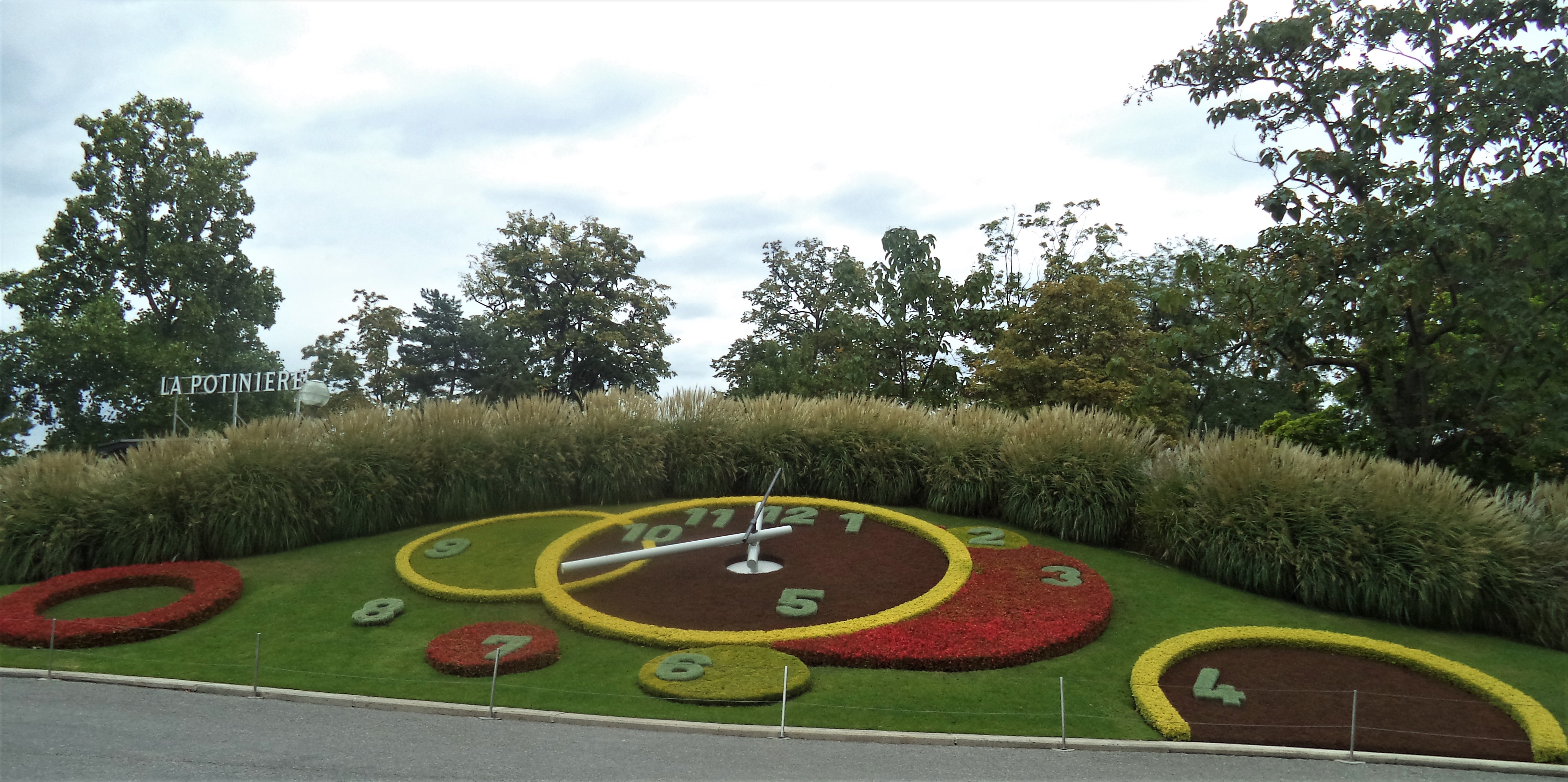
Женева, Швейцария
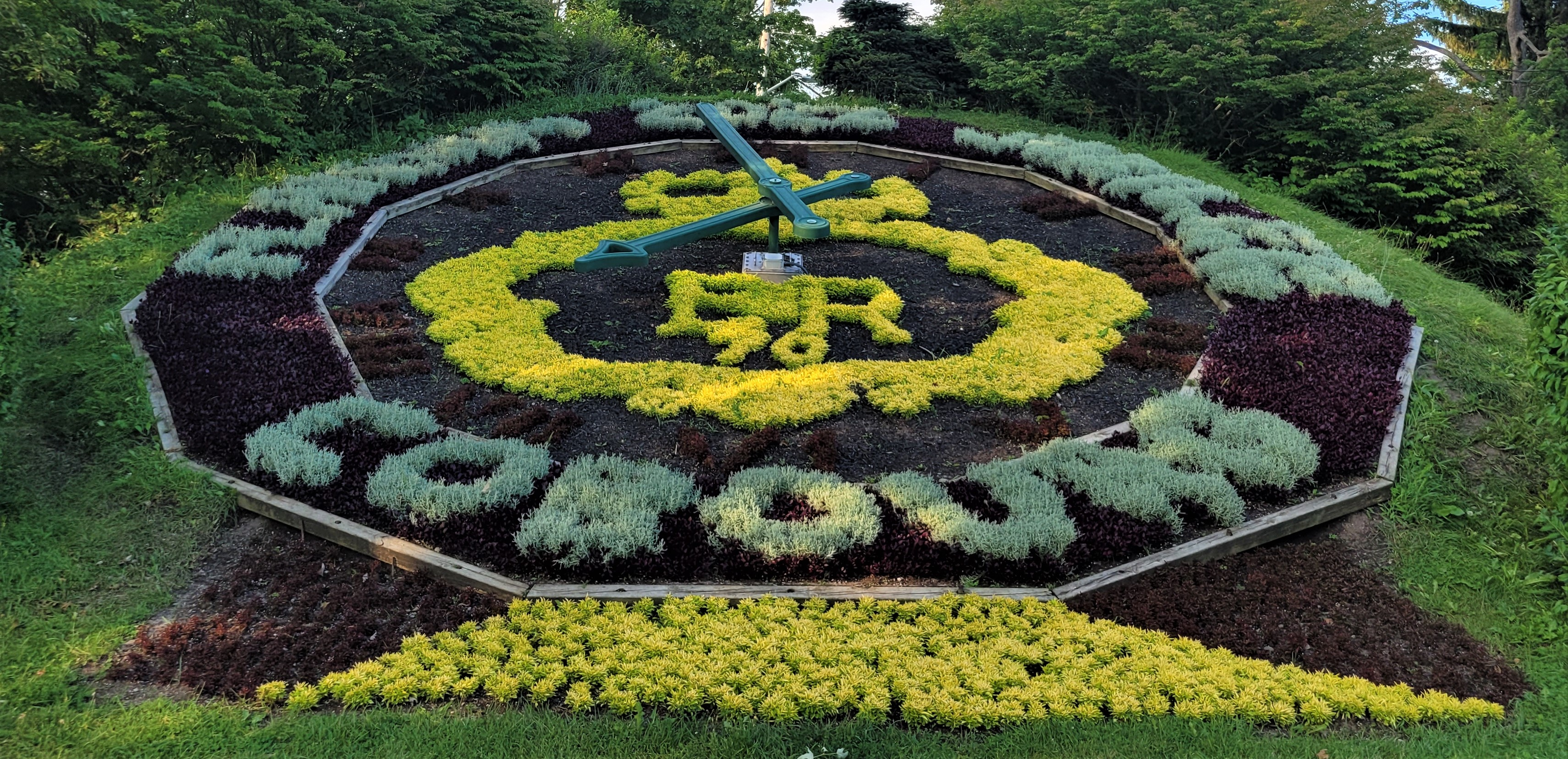
Кобург (Онтаріо), Канада
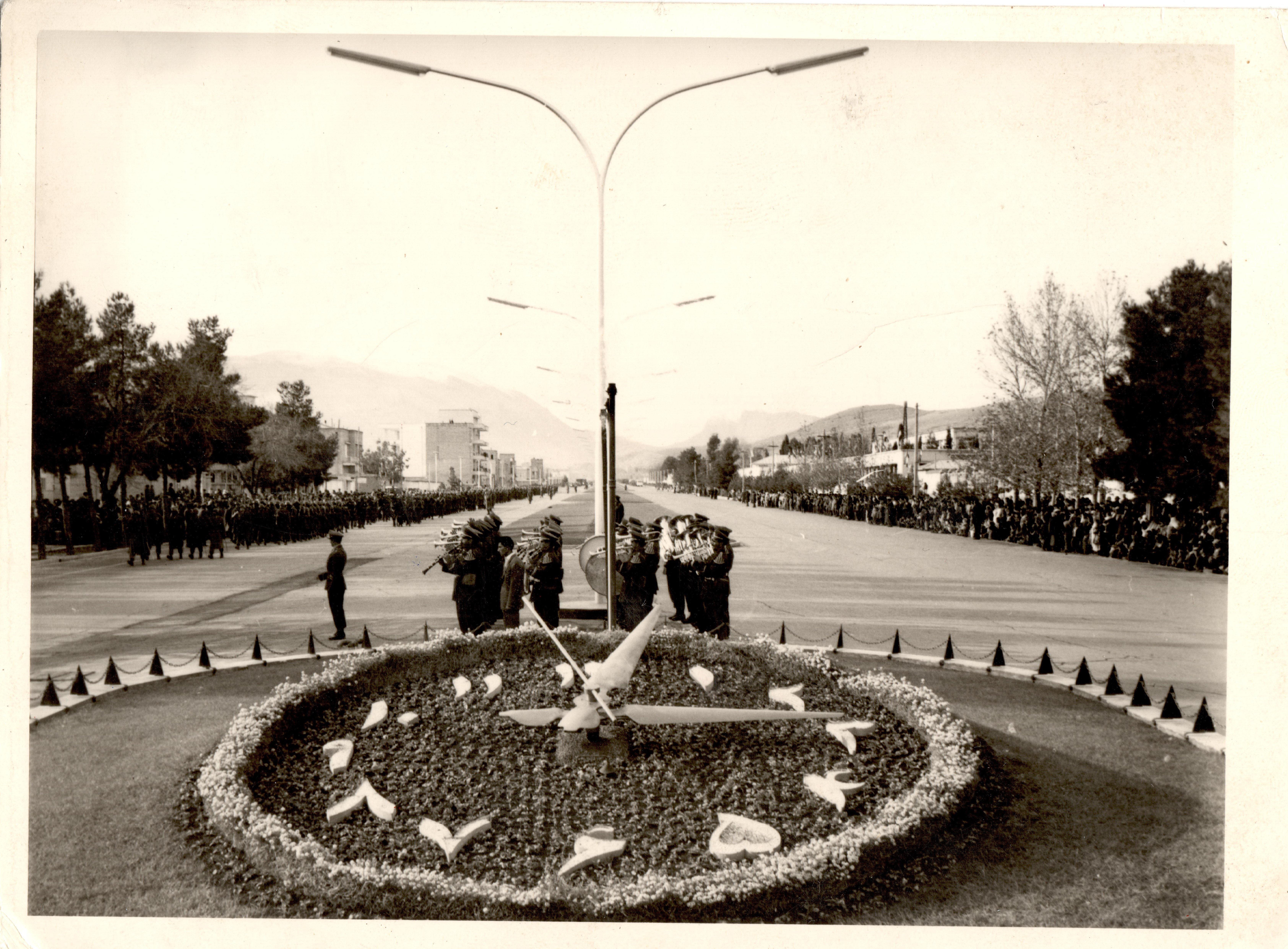
Шираз, Іран. 1961
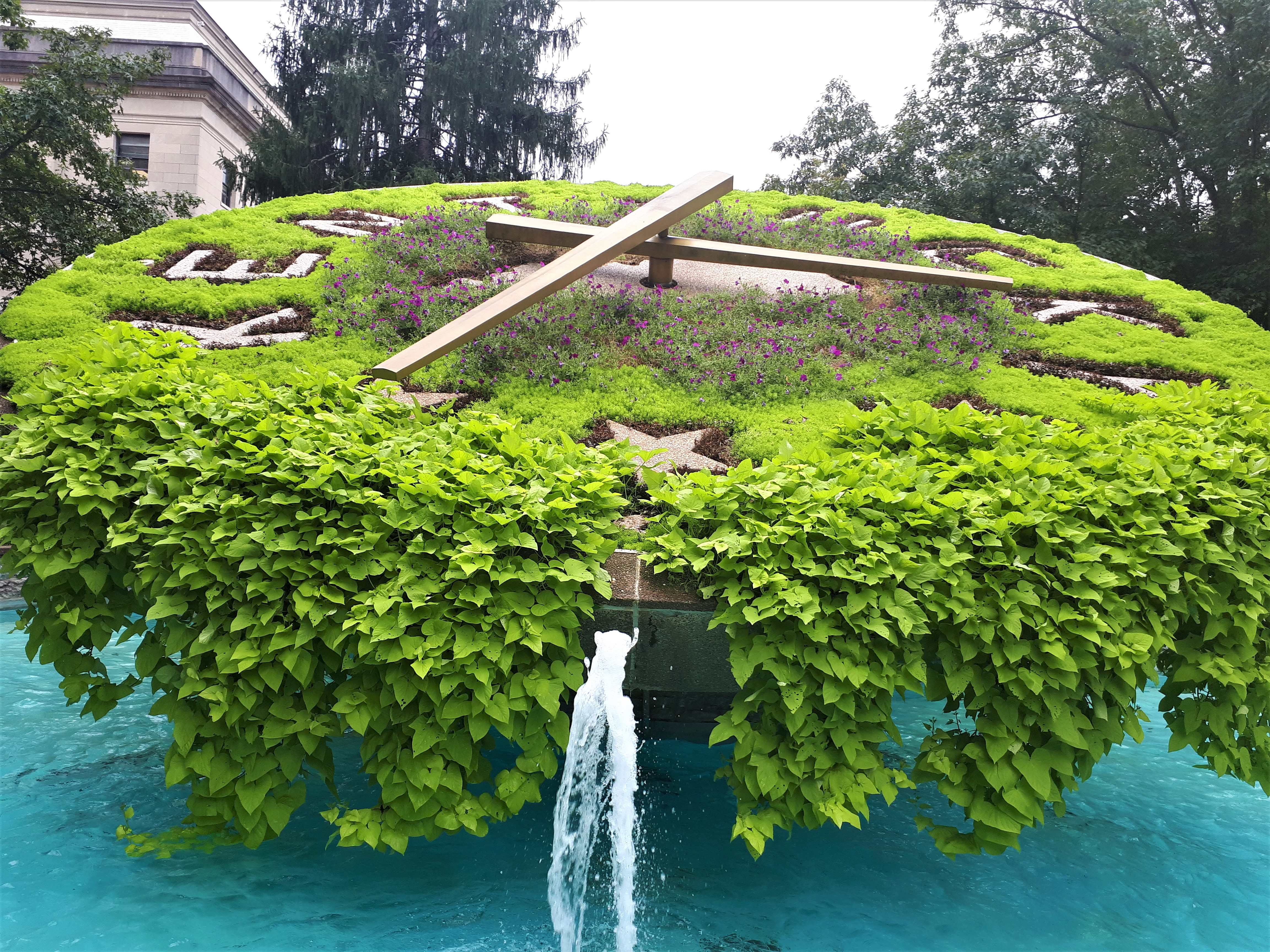
Франкфорт, США